# Věra Nosková
Věra Nosková (* 9. dubna 1947 Hroznětín), je česká spisovatelka, novinářka a blogerka, propagátorka vědy a kritického myšlení.

## Životopis
Brzy po narození se s rodiči přestěhovala do Strakonic v jižních Čechách, kde žila do dvaceti let. Vystudovala zde gymnázium, později studovala při zaměstnání Střední pedagogickou školu v Praze. Do roku 1990 vystřídala asi 16 zaměstnavatelů a mnoho profesí (aranžérka, dělnice, závorářka, cukrářka, uklízečka, kreslička družstva architektů, archivářka u Památkářů, pracovnice Osvětové besedy, servírka). Nejdéle byla učitelkou v mateřské škole a noční vychovatelkou v Domově mládeže Haštalská v Praze.
Po roce 1989 začala pracovat jako novinářka a externí rozhlasová redaktorka. Od roku 2003 se věnuje psaní beletrie. Ve vlastním nakladatelství vydává populárně vědecké publikace významných členů občanského sdružení Sisyfos, prózu jiných autorů a vlastní díla.
Věra Nosková byla spoluzakladatelkou a po tři roky předsedkyní Českého klubu skeptiků Sisyfos a je členkou PEN klubu.
Věra Nosková žije v Praze, je vdaná a má dva dospělé syny.

## Dílo

### Poezie
V 60. a 70. letech publikovala básně v časopisech Divoké víno a Literární měsíčník, některé texty byly uváděny v pořadech "Zelené peří" Mirka Kováříka v divadle Rubín. První sbírka básní připravená do tisku v Českobudějovickém nakladatelství Růže počátkem 80. let byla těsně před vydáním zakázána. Jediná sbírka básní "Inkoustové pádlo" vyšla roku 1988.

### Publicistika
Po roce 1989 našla nová zaměstnání jako tajemnice a redaktorka v Českém deníku, jako redaktorka Týdnu (časopisu pro venkov), reportérka obrazové přílohy Blesk Magazín,
redaktorka Europress a nakonec jako spoluautorka přílohy " Věda a lidé" Hospodářských novin. Externě spolupracovala s Lidovými novinami a MF DNES,
časopisy Reflex, Print and Publishing, Packaging, Sanquist, Listy, na Slovensku Rozmer a Prometheus
V devadesátých letech uváděla pořad "Naše téma" v Českém rozhlase Vltava, a již několik let píše pravidelné fejetony pro týdeník Rozhlas. Vedle článků popularizujících vědu psala zejména reportáže, rozhovory a fejetony.
Je autorkou námětů pro televizní pořady Klekánice (ČT 2) a Na vlastní oči (Nova).

### Beletrie
Od roku 1996 vydala 10 knih beletrie - jako první novelu reflektující její předchozí novinářskou zkušenost Ten muž zemře, (Čs. spisovatel 1996). V pořadí čtvrtou knihu - román Bereme co je, vydala nejprve ve vlastním nakladatelství. Román, brzy označený za "generační", vyvolal značný ohlas u odborné kritiky i čtenářů a v upravené podobě byl nově vydán roku 2005 v nakladatelství Národního divadla Abonent a nominován na cenu Magnesia Litera. Tento autobiografický text o dospívání na malém městě je prvním dílem postupně vydané trilogie. Druhý díl Obsazeno (nominace na Cenu Josefa Škvoreckého) je hutným a expresivním popisem doby po okupaci v roce 1968. Třetí díl Víme svý uzavírá trilogii přiblížením atmosféry normalizačních let v malém pohraničním městě.
Knížka humorných povídek a fejetonů Ať si holky popláčou byla nominována na Cenu Boženy Němcové.
Po dokončení románové trilogie se Věra Nosková vrací k tématům své novinářské práce a později v reakci na feministickou expanzi a skrytá dramata v rodinách, kdy je obětí muž, vydává titul na pomezí žánru s názvem Chraňme muže, který následují Příběhy mužů.
V roce 2013 vyšel výběr z poezie Věry Noskové (Být básnířkou) a román Proměny, který v následujícím roce získal Cenu čtenářů České knihy.
V roce 2014 vyšla reedice knihy Ať si holky popláčou, do které byly zařazeny některé nové povídky.
Po knížce pro děti, která vyšla v září 2014, následovala kniha fejetonů (2015), uveřejněných předtím v časopisu Rozhlas. Posledním prozaickým dílem je antiutopický román Rozkošný zákon (2020).

### Dosud vydané knihy
- Inkoustové pádlo, poezie, (Středočeské nakladatelství, 1988)
- Ten muž zemře, novela, (Český spisovatel, 1995) ISBN 80-202-0632-9
- Je to hustý, krátké texty, (nakl. Věra Nosková, Praha, 2003)
- Bereme, co je, román (1. vyd. V. Nosková, Praha, 2005) ISBN 80-903320-2-1 (2. vyd. Abonent ND, Praha, 2005 ), (3.vyd. V. Nosková, Praha, 2010) ISBN 978-80-87373-04-0, Audiokniha, Radioservis, Praha 2010
- Ať si holky popláčou, fejetony a krátké texty (Abonent ND, Praha, 2006) ISBN 80-7258-255-0
- Obsazeno, román (1. vyd. MozART, Praha, 2007) ISBN 978-80-903891-0-6, (2. vyd. nakl. V. Nosková, Praha, 2011) ISBN 978-80-87373-17-0
- Ve stínu mastodonta, povídky (nakl. V. Nosková, Praha, 2008) ISBN 978-80-903320-5-8
- Víme svý, román (nakl. V. Nosková Praha, 2008) ISBN 978-80-903320-7-2
- Ještě se uvidí, tři novely (nakl. V. Nosková, Praha, 2009) ISBN 978-80-903320-9-6
- Přece by nám nelhali, fejetony (nakl. V. Nosková, Praha, 2010) ISBN 978-80-87373-06-4
- Chraňme muže, (nakl. V. Nosková, Praha, 2010) ISBN 978-80-87373-05-7
- Příběhy mužů, (nakl. Klika, Praha, 2012) ISBN 978-80-87373-32-3
- Být básnířkou, poezie (nakl. Klika, Praha 2013) ISBN 978-80-87373-39-2
- Proměny, román (nakl. Klika, Praha 2013) ISBN 978-80-87373-38-5
- Ať si holky popláčou, povídky (nakl. Klika, Praha 2014), ISBN 978-80-87373-48-4
- Kamarád JAK, knížka pro děti (nakl. Klika, Praha 2014)
- Noblesa a styl, fejetony (nakl. Klika, Praha 2015)
- Nechte psa doma, cestopis (nakl. Klika, Praha 2016), ISBN 978-80-87373-69-9
- Masajové krev a mlíko, cestopis (nakl. Klika, Praha 2017), ISBN 978-80-87373-75-0
- Závist v Čechách, próza(nakl. Klika, Praha 2017), ISBN 978-80-87373-79-8
- Život není korektní, povídky (nakl. Klika 2019), ISBN 978-80-87373-86-6
- Rozkošný zákon, antiutopický román (nakl. Klika 2020), ISBN 978-80-87373-87-3
- Zpackaná masáž, povídky (nakl. Klika 2024), ISBN 978-80-87373-84-2

### Popularizace vědy
Věra Nosková iniciovala vznik Českého klubu skeptiků Sisyfos, kterému pak i několik let předsedala. Zakládajícími členy klubu, jehož hlavní činností je propagace kritického myšlení, byli novináři, lékaři a vědci (Jiří Grygar, Václav Hořejší, Ivan David, Jiří Heřt). Na půdě klubu se později ustavila společensko-filosofická sekce, kterou vedl Rudolf Battěk.
Jako členka Českého klubu skeptiků zpracovala některá témata a přednášela o nich na řadě míst v Čechách a na Slovensku.
Klub pořádá pravidelné přednášky pro veřejnost v budově Akademie věd České republiky, vydává vlastní Zpravodaj a uděluje anticenu Bludný balvan.

### Nakladatelství
Ve vlastním nakladatelství vydává Věra Nosková odborné publikace klubu Sisyfos i beletrii
jiných autorů.
Dosud vydané publikace (výběr)
- Utopený Archimedes (Malý výkladový slovník), Prof. V. Mornstein , 2003 ISBN 978-80-903320-0-3
- Věda kontra iracionalita, Sv. 3, sborník přednášek, ed. Heřt J., Zlatník J.
- Věda kontra iracionalita, Sv. 4, sborník přednášek, ed. Heřt J., Zlatník J., 2008 ISBN 80-903320-4-8
- Výkladový slovník esoteriky a pavěd, Prof. J. Heřt, 2008 ISBN 978-80-903320-6-5
- Alternativní medicína a léčitelství , Prof. J. Heřt, 2011 ISBN 978-80-87373-15-6
- Čeští skeptici - Kdo jsou a co chtějí, V. Nosková, 2015, ISBN 9788087373644